# 1919年大西洋飓风季
1919年大西洋飓风季是有正式纪录以来最不活跃的大西洋飓风季之一，一共只形成五场热带风暴，这其中有两场达到飓风强度，一场成为大型飓风，即能达到现代萨菲尔-辛普森飓风等级下的三级飓风或以上标准。6月共形成两个热带低气压，造成的影响基本可以忽略不计。7月形成的一场热带风暴对佛罗里达州彭萨科拉构成轻度破坏，还重创海上一支船队。8月又形成两个热带低气压，其中第一个在小安的列斯群岛产生降水。
人称佛罗里达礁岛群飓风的第二号飓风是本季最强烈的热带气旋，风暴导致巴哈马、佛罗里达礁岛群和古巴许多船只倾覆，引起大量人员丧生。单基韦斯特就因狂风受到价值约200万美元的破坏。气旋经过墨西哥湾后又重创德克萨斯州，特别是科珀斯克里斯蒂地区灾情严重。整场飓风共夺走828条人命，损失总额达2200万美元，其中德克萨斯州占2000万美元。9月又形成另外三个热带气旋，其中两个达到热带风暴强度，另一个是热带低气压，三个气旋都没有对陆地构成显著影响。本季最后一个热带天气系统也没有影响陆地，最终于11月15日转变成温带气旋。
这年飓风季的活跃程度还经累积气旋能量指数反映出来，数值为55。大致来说，气旋能量指数通过飓风强度和持续时间计算，强度越高、持续时间越长的风暴，其指数也相应越高。

## 风暴

### 第一号热带风暴
历史天气图显示7月2日东南墨西哥湾内存在东风波，并于当天发展成热带低气压。协调世界时下午18点左右，气旋增强成热带风暴并向西北偏西方向移动，然后达到最大持续风速每小时100公里、最低气压995毫巴（百帕（29.4英寸汞柱）的最高强度。整场风暴“自始至终”直径都很小。7月4日上午11点，气旋以最高强度从佛罗里达州圣罗萨县纳瓦拉（Navarre）附近登陆。次日清晨，风暴减弱成热带低气压，再于数小时后逐渐消散。··桑德斯渔业公司（E. E. Saunders Fish Company）船队的“鹦鹉螺号”（Nautilus）辅助双桅纵帆船在佛罗里达州彭萨科拉被气旋摧毁，造成价值1500美元的损失。“··霍萨克号”（W.D. Hossack）双桅纵帆船的船员弃船逃生，但船之后由“布卢菲尔兹号”（Bluefields）双桅纵帆船和“回声号”（Echo）拖船打捞上岸。此外，风暴还对农作物构成轻微破坏。

### 第二号飓风
9月2日，一股东风波在瓜德罗普附近发展成热带低气压，再于次日清晨成为热带风暴。接下来几天里风暴强度波动幅度很小，在此期间先后掠过波多黎各和伊斯帕尼奥拉岛北部海岸。到了9月5日，气旋已北上逼近巴哈马东南部，穿过马亚瓜纳岛后开始蜿蜒向西北移动。9月7日清晨，风暴强度达到现代萨菲尔-辛普森飓风等级下的一级飓风标准，并蜿蜒朝正西略偏北面前进。当晚强化成二级飓风后，风暴吹袭长岛和埃克苏马（Exuma）。9月8日中午12点左右，气旋增强成三级飓风，然后很快就袭击安德罗斯岛。离开巴哈马后，风暴于次日清晨进一步强化成四级飓风，并在佛罗里达海峡上空继续增强后于9月10日早上6点达到风力时速240公里、最低气压927毫巴（百帕，27.4英寸汞柱）的最高强度。数小时后，气旋登陆佛罗里达州干龟群岛。风暴在经过墨西哥湾期间减弱，强度在9月12日中午12点回落至三级飓风标准，但经重新增强又于次日清晨第二次达到四级飓风强度。气旋在逼近德克萨斯州的同时再度减弱，于9月14日弱化成三级飓风，并于当天以持续风速每小时185公里强度登陆凯内迪县。风暴在朝内陆行进期间减弱，最终于9月16日在艾尔帕索附近消散。
飓风在向风群岛导致两艘双桅纵帆船倾覆。美属维尔京群岛的圣托马斯岛测得每小时77公里的持续风速。巴哈马狂风肆虐，伊柳塞拉岛的部分建筑和圣萨尔瓦多岛的多幢房屋被毁。佛罗里达州迈阿密地区受到相当严重的破坏，但没有引起重大后果。迈阿密-戴德县古尔兹（Goulds）出现龙卷风，导致六幢建筑被毁，另有19幢受损。基韦斯特有多幢砖石建筑因狂风受损，岛上几乎没有任何建筑幸免。此外，多艘本已牢牢固定的大型船只锚固被风扯脱，船体搁浅。该州共有三人溺毙，损失总额约为200万美元。西班牙“瓦尔巴内拉号”（SS Valbanera）号汽船在哈瓦那近海沉没，据信船上乘客及船员共488人全部溺亡。德克萨斯州因风暴潮和潮水高涨引起严重破坏。科珀斯克里斯蒂有23个街区的部分房屋被毁或冲走，该市灾后共找到284具遗体，损失数额估计达2000万美元。马塔哥达县的马塔哥达（Matagorda）、帕拉西奥斯（Palacios）和拉瓦卡港都有码头、渔民房屋和小型船只受到严重影响。努埃塞斯县阿兰萨斯港（Port Aransas）的部分码头和建筑被水卷走，仅有一幢学校楼房幸免。维多利亚同样有一些房屋和庄稼被夷为平地，整个德克萨斯州共有310人死亡。

### 第三号飓风
9月1日，美国东岸近海存在西南至东北走向、并且几乎没有移动的锋面天气系统，从南、北卡罗莱纳州东侧向东北沿伸至新斯科舍南面。次日，锋区已在北卡罗莱纳州哈特拉斯角（Cape Hatteras）东南方向约360公里洋面催生出热带低气压。气旋向东北移动并同锋区分离，于9月2日早上6点左右增强成热带风暴，再于次日清晨进一步强化成飓风。9月3日晚，气旋增强成二级飓风，并达到持续风速每小时155公里、最低气压977毫巴（百帕，28.9英寸汞柱）的最高强度。接下来风暴减弱成一级飓风，9月4日又消退成热带风暴，并且当天就在布雷顿角岛附近转变成温带气旋。气象机构在当年的实际操作中没有及时发现这场飓风，直到1938年才由气象学家伊凡·坦尼希尔（Ivan Tannehill）首度确认存在。

### 第四号热带风暴
9月29日凌晨0点，巴哈马阿巴科群岛东北方向约185公里海域的热带扰动发展成热带低气压。气旋沿高气压边缘朝西北移动，于当天增强成热带风暴。达到风力时速75公里、最低气压1005毫巴（百帕，29.7英寸汞柱）的最高强度后，风暴蜿蜒向西北偏西移动逼近美国东南部。10月1日凌晨1点，气旋从乔治亚州格林县圣西蒙（St. Simons）附近登陆，于当天减弱成热带低气压并继续向西移动，最终于10月2日清晨在阿拉巴马州东南部上空消散。

### 第五号热带风暴
11月10日，百慕大东侧形成温带低气压区。系统向西南移动并逐渐呈现出热带天气系统特征，到11月11日凌晨0点已在百慕大东南偏南约670公里洋面发展成热带风暴，并在几乎同一时间达到最大持续风速每小时110公里，最低气压1003毫巴（百帕，29.6英寸英寸汞柱）的最高强度。11月12日晚，气旋蜿蜒向西北移动，次日又转向东南偏东。11月14日，风暴强度减弱并转向东北。次日中午12点左右，风暴转变成温带气旋，残留在数小时后逐渐消散。

### 热带低气压
除上述五个气旋达到热带风暴强度外，本季还有另外五个热带低气压。其中第一个于6月1日在伯利兹近海经低气压区发展形成。气旋向北移动，于次日在墨西哥湾东南部上空消散。6月15日，百慕大附近的温带天气系统发展出热带低气压。气旋起初几天总体朝西南移动，于6月18日转变成温带气旋。8月18日，向风群岛附近出现下一个热带低气压，导致巴巴多斯天气恶劣，有两艘船搁浅。8月25日，佛得角群岛北部附近发展出热带低气压，于次日消散。9月9日，百慕大东南方向洋面形成热带低气压，在向西北移动期间逐渐增强，但未达热带风暴强度就于9月12日转变成温带气旋。